# 438 до н. е.

## Події
- консули Риму  Луцій Фурій Камілл та Гай Меній
- початок другої війни Римської республіки з містом Вейї
- Капуя залежна від самнитів
- до влади у Боспорі приходить Спарток I (438/437 — 433/432), імовірно родич Сіталка Одриського та Октамасада Скіфського, започаткувавши династію Спартокідів та остаточно перетворивши Боспорську симмахію на монархію (з певними обмеженнями)
- 85 олімпіада, рік третій
- в Афінах завершене будівництво Парфенона.
- Фідій завершує роботу над статуєю Афіни та їде в Олімпію ваяти статую Зевса.

## Померли
Смерть Піндара в Аргосі.